# Senna italica
Espèce
Senna italica est une espèce de plantes à fleurs de la famille des Fabaceae. C'est un arbrisseau trouvé en Afrique et en Asie.
Il est appelé Port Royal senna, Italian senna ou Senegal senna en anglais et mbali ou balibali en bambara, et leydour en wolof.

## Description
C'est un arbrisseau atteignant une hauteur de 60cm.

## Utilisations
Les feuilles, les gousses et les graines de Senna italica sont principalement utilisées en médecine traditionnelle. Au Malawi, la perfusion de racines est utilisée pour traiter la diarrhée chez les nourrissons.
Les rapports sur les utilisations de Senna italica sont contradictoires. En Afrique de l'Est, il est consommé par la plupart des animaux d'élevage, alors qu'en Afrique de l'Ouest, il est souvent évité. Dans les régions du Sahel, les jeunes graines sont consommées comme collations ou comme légume. En revanche, les graines sont fumées en Mauritanie. En Inde, les feuilles sont utilisées comme traitement capillaire appelé henné neutre ou «henné blond». Ce traitement recouvre les cheveux pour qu'ils soient brillants et épais pendant plusieurs semaines, mais au lieu d'être complètement neutre, le "henné neutre" semble avoir un impact jaunâtre sur les cheveux plutôt que celui rougeâtre produit par le henné.
La production de fruits de cette plante est généralement évitée, car leur teneur en sennosides est faible.

## Liste des sous-espèces
Selon Catalogue of Life (2 juillet 2013) et Tropicos (2 juillet 2013) :
- sous-espèce Senna italica subsp. arachoidea (Burch.) Lock
- sous-espèce Senna italica subsp. italica
- sous-espèce Senna italica subsp. micrantha (Brenan) Lock